# Hlučínsko
Format:LocMap

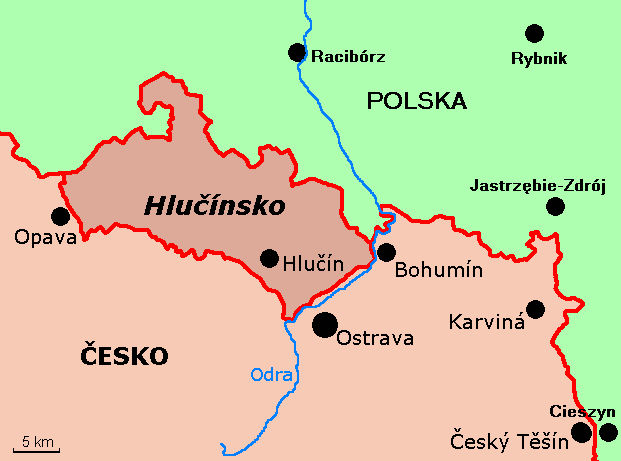
Schița Ținutului Hlučín

Harta înfățișează cele 38 de localități originale ale regiunii. Fosta graniță prusaco-austriacă este trasată în gri, iar granița germano-cehă de după cedarea teritorială din 1920 este în roșu.

Hlučínsko sau Ținutul Hlučín (cehă Hlučínsko, poloneză Kraik hulczyński) situat în Okres Opava în nord-estul Cehiei, la granița cu Polonia, este o parte a Sileziei cehești. Numele îi vine de la orașul Hlučín (germană Hultschin), care e cea mai mare localitate a regiunii. În ciuda faptului că în partea estică a ținutului, la nivelul dealului Landek din Petrzkowitz (din 1939 până în 1945 Petershofen, azi Ostrava-Petřkovice), se găsesc zăcăminte de huilă, mica regiune (cu o suprafață de doar 286 km²) nu a jucat niciodată un rol economic însemnat.

## Geografie
Cele 38 de localități (orașe și comune) ale Ținutului Hlučín:
| Numele de astăzi (în cehă) | în germană                           | în poloneză                        |
| -------------------------- | ------------------------------------ | ---------------------------------- |
| Antošovice                 | Antoschowitz                         | Antoszowice                        |
| Bělá                       | Bielau                               | Biała                              |
| Bobrovníky                 | Bobrownik                            | Bobrowniki                         |
| Bohuslavice                | Buslawitz                            | Bugusławice                        |
| Bolatice                   | Bolatitz                             | Bolacice                           |
| Darkovice                  | Groß Darkowitz                       | Darkowice                          |
| Darkovičky                 | Klein Darkowitz                      | Darkowice Małe, Darkowiczki        |
| Dolní Benešov              | Beneschau                            | Beneszów                           |
| Hať                        | Haatsch                              | Gać                                |
| Hlučín                     | Hultschin                            | Hluczyn, Hulczyn                   |
| Hněvošice                  | Schreibersdorf                       | Gniewoszyce                        |
| Hošťálkovice               | Hoschialkowitz                       | Hoszczałkowice                     |
| Chlebičov                  | Klebsch                              | Chlebiczów                         |
| Chuchelná                  | Kuchelna                             | Kuchelna                           |
| Kobeřice                   | Köberwitz                            | Kobierzyce                         |
| Koblov                     | Koblau                               | Koblów                             |
| Kouty                      | Kauthen                              | Kąty                               |
| Kozmice                    | Kosmütz                              | Koźmice                            |
| Kravaře                    | Deutsch Krawarn                      | Krawarz                            |
| Lhotka                     | Ellguth-Hultschin, Ellgoth-Hultschin | Ligotka                            |
| Ludgeřovice                | Ludgerstal                           | Ludgierzowice                      |
| Malé Hoštice               | Kleinhoschütz                        | Goszczyce Małe, Małe Hoszyce       |
| Markvartovice              | Markersdorf                          | Markwartowice                      |
| Oldřišov                   | Odersch                              | Oldrzyszów                         |
| Petřkovice                 | Petershofen                          | Pietrzkowice                       |
| Píšť                       | Sandau                               | Piszcz                             |
| Rohov                      | Rohow                                | Rogów                              |
| Služovice                  | Schlausewitz                         | Służowice                          |
| Strahovice                 | Strandorf                            | Strachowice                        |
| Sudice                     | Zauditz                              | Sudzice                            |
| Šilheřovice                | Schillersdorf                        | Szylerzowice                       |
| Štěpánkovice               | Schepankowitz                        | Szczepankowice                     |
| Třebom                     | Thröm                                | Trzebom                            |
| Velké Hoštice              | Großhoschütz                         | Goszczyce Wielkie, Wielkie Hoszyce |
| Vrbka                      | Weidental                            | Wierzbka                           |
| Vřesina                    | Wreschin                             | Wrzesin                            |
| Zábřeh                     | Oppau                                | Zabrzeg                            |
| Závada                     | Zawada-Beneschau                     | Zawada                             |